# Пираньяс (Алагоас)
Пираньяс (порт. Piranhas) — муниципалитет в Бразилии, входит в штат Алагоас. Составная часть мезорегиона Сертан штата Алагоас. Входит в экономико-статистический микрорегион Алагоана-ду-Сертан-ду-Сан-Франсиску. Население составляет 24 651 человек (2008 год). Занимает площадь 409,1 км².

## История
Город основан в 1887 году.

## География
Климат местности: тропическая полупустыня.